# Bothriurus goiano
Espèce
Bothriurus goiano est une espèce de scorpions de la famille des Bothriuridae.

## Distribution
Cette espèce est endémique du Brésil. Elle se rencontre au Goiás et au Mato Grosso do Sul vers le parc national des Emas.

## Étymologie
Son nom d'espèce lui a été donné en référence au lieu de sa découverte, le Goiás.

## Publication originale
- Lovato, Anker & Lourenço, 2021 : « A new species of Bothriurus Peters, 1861 (Scorpiones: Bothriuridae) from the Parque Nacional dass Emas in central Brazil. » Revista ibérica de Aracnología, no 38, p. 52-62.